# FC Viktoria Köln
FC Viktoria Köln (celým názvem: Fußballclub Viktoria Köln 1904 e. V.) je německý fotbalový klub, který sídlí v Kolíně nad Rýnem ve spolkové zemi Severní Porýní-Vestfálsko. Založen byl v roce 2010 po zániku původního SCB Viktoria Köln. Od sezóny 2012/13 působí v Regionallize West, čtvrté německé nejvyšší fotbalové soutěži. Největším úspěchem klubu je celkem trojnásobné vítězství v středorýnském poháru. Klubové barvy jsou červená, černá a bílá.
Své domácí zápasy odehrává na stadionu Sportpark Höhenberg s kapacitou 8 343 diváků.

## Získané trofeje
- NRW-Liga
  - 2011/12
- Regionalliga West
  - 2016/17, 2018/19
- Mittelrheinpokal ( 7× )
  - 2013/14, 2014/15, 2015/16, 2017/18, 2020/21, 2021/22, 2022/23

## Umístění v jednotlivých sezonách
Stručný přehled
Zdroj:
- 2011–2012: NRW-Liga
- 2012–2019: Regionalliga West
- 2019–: 3. Fußball-Liga

Jednotlivé ročníky
Zdroj:
Legenda: Z - zápasy, V - výhry, R - remízy, P - porážky, VG - vstřelené góly, OG - obdržené góly, +/- - rozdíl skóre, B - body, zlaté podbarvení - 1. místo, stříbrné podbarvení - 2. místo, bronzové podbarvení - 3. místo, červené podbarvení - sestup, zelené podbarvení - postup, fialové podbarvení - reorganizace, změna skupiny či soutěže
| Německo (2011 – ) |                           |        |    |    |    |    |     |    |     |    |        |
| Sezóny            | Liga                      | Úroveň | Z  | V  | R  | P  | VG  | OG | +/− | B  | Pozice |
| 2011/12           | NRW-Liga                  | 5      | 34 | 25 | 4  | 5  | 102 | 27 | +75 | 79 | 1.     |
| 2012/13           | Fußball-Regionalliga West | 4      | 38 | 18 | 7  | 13 | 75  | 66 | +9  | 61 | 6.     |
| 2013/14           | Fußball-Regionalliga West | 4      | 36 | 17 | 14 | 5  | 62  | 39 | +23 | 65 | 4.     |
| 2014/15           | Fußball-Regionalliga West | 4      | 34 | 19 | 9  | 6  | 70  | 29 | +41 | 66 | 3.     |
| 2015/16           | Fußball-Regionalliga West | 4      | 36 | 17 | 12 | 7  | 66  | 36 | +30 | 63 | 3.     |
| 2016/17           | Fußball-Regionalliga West | 4      | 34 | 23 | 3  | 8  | 91  | 42 | +49 | 72 | 1.     |
| 2017/18           | Fußball-Regionalliga West | 4      | 34 | 21 | 9  | 4  | 85  | 36 | +49 | 72 | 2.     |
| 2018/19           | Fußball-Regionalliga West | 4      | 34 | 19 | 10 | 5  | 62  | 30 | +32 | 67 | 1.     |
| 2019/20           | 3. Fußball-Liga           | 3      | 38 | 14 | 9  | 15 | 65  | 71 | -6  | 51 | 12.    |
| 2020/21           | 3. Fußball-Liga           | 3      | 38 | 13 | 12 | 13 | 52  | 59 | -7  | 51 | 12.    |
| 2021/22           | 3. Fußball-Liga           | 3      | 36 | 12 | 9  | 15 | 39  | 52 | -13 | 45 | 13.    |
| 2022/23           | 3. Fußball-Liga           | 3      | 38 | 14 | 13 | 11 | 58  | 53 | +5  | 55 | 9.     |
| 2023/24           | 3. Fußball-Liga           | 3      | 38 | 13 | 10 | 15 | 59  | 65 | -6  | 49 | 13.    |
| 2024/25           | 3. Fußball-Liga           | 3      | 38 | 18 | 5  | 15 | 59  | 48 | +11 | 59 | 6.     |

Poznámky
- 2010/11: Po sezóně proběhla fúze s mužským fotbalovým oddílem FC Junkersdorfu. Viktoria se tak v následující sezóně zúčastnila NRW-Ligy, páté nejvyšší fotbalové soutěži na území Německa.